# Тимофеев, Борис Борисович
Борис Борисович Тимофеев (18 октября 1915, Петроград — 2 декабря 2002, Киев) — советский учёный в области автоматики, доктор технических наук (1958), профессор (1967), действительный член АН УССР (1978); заслуженный деятель науки Украинской ССР, лауреат Государственных премий СССР и УССР.

## Биография
Родился в семье инженера-строителя; в 1921 году семья переехала в Тифлис. В 1937 году окончил Грузинский индустриальный институт. В 1937—1939 гг. — младший научный сотрудник Тбилисского научно-исследовательского института гидроэнергетики.
В 1939 г. призван в ряды Красной Армии. Участник боёв Великой Отечественной войны; в 1942 г. был тяжело ранен. Награждён боевыми наградами, в том числе орденом Отечественной войны I степени (1985). После длительного лечения получил инвалидность, демобилизован.
С августа 1944 по 1959 г. работал в Тбилисском научно-исследовательском институте гидроэнергетики и сооружений; с 1959 г. — руководитель лаборатории Тбилисского НИИ автоматики.
С 1960 г. — заведующий Вычислительным центром Академии наук Украинской ССР (Киев), с 1962 г. — заместитель директора Института кибернетики АН Украинской ССР по научной работе. В 1964—1986 гг. — директор Института автоматики АН Украинской ССР. С октября 1986 г. и до конца своей жизни — главный научный специалист Института электросварки им. Е. О. Патона. Участвовал в ликвидации последствий аварии на Чернобыльской АЭС.
С 1945 г. — член ВКП(б) / КПСС. 12 февраля 1981 г. на XXVI съезде КП Украины был избран членом ЦК КП Украины. Избирался членом Киевского горкома партии, депутатом Киевского городского совета народных депутатов, являлся заместителем председателя общества «Знание» Украинской ССР.
Умер 2 декабря 2002 года. Похоронен в Киеве на Байковом кладбище (участок № 49а).

## Научная деятельность
Основная область исследований — теория приборов и средств автоматизации. Разрабатывал автоматическое обеспечение для систем управления производствами и технологическими процессами, информационные и технические средства.
В 1946 г. защитил кандидатскую диссертацию «Электродинамические приборы высокой чувствительности с малыми углами поворота», в 1958 г. — докторскую диссертацию «Электромагнитные поля и особенности применения электродных магнитоупругих датчиков».
Основал научное направление новых автоматических систем управления с широким применением вычислительной техники. Его работы посвящены исследованиям поверхностного эффекта в стали, разработке новых средств вычислительной техники, в частности, специальных процессоров и накопителей на магнитно-стрикционных линиях задержки, теоретическим аспектам системотехники, разработке математических, информационных и технических средств автоматизированных систем управления промышленного назначения, радиотехники и кибернетики. Участвовал в создании автомазированных систем управления на Криворожском металлургическом заводе, Киевском заводе «Красный экскаватор», на прокатных комплексах Нижнетагильского и Новолипецкого металлургических комбинатов.
Подготовил более 20 кандидатов и докторов наук.
Автор более 250 научных работ, в том числе монографий, а также 50 изобретений.

### Избранные труды
- Егоров Б. В., Кривоглаз М. А., Тимофеев Б. Б. Длиннопериодические электронные структуры в антиферромагнитных многодолинных проводниках. — Киев: Ин-т металлофизики, 1985. — 37 с. — (Препринт / АН УССР, Ин-т металлофизики). — 100 экз.
- Тимофеев Б. Б. Научно-техническая революция и автоматизация производства. — Киев: О-во «Знание» УССР, 1982. — 47 с. — (Сер. 8. «В лаб. учёных» / О-во «Знание» УССР; № 11). — 7414 экз.
- Тимофеев Б. Б. Перспективы и проблемы использования микропроцессоров в АСУТП : [Доклад] : Междунар. специализир. выставка «Средства автоматизации произв. процессов» («Автоматизация-83»), Москва 26 мая — 8 июня 1983 г. — М.: ЦНИИТЭИ приборостроения, 1983. — 5 с.
- Тимофеев Б. Б. Специальные задачи теории поверхностного эффекта. — Киев: Наукова думка, 1966. — 190 с. — 1900 экз.
- Тимофеев Б. Б., Архангельский В. И., Твардовский В. П. Автоматизация технологического процесса прокатки толстого листа. — Киев: О-во «Знание» УССР, 1981. — 23 с. — (Библиотечка «Новая технология в металлургическом производстве»). — 800 экз.
- Тимофеев Б. Б., Бобраницкий Ю. П., Богаенко И. Н. и др. Процессорное управление листовыми прокатными станами. — Киев: Техніка, 1982. — 167 с. — 3000 экз.
- Тимофеев Б. Б., Дашковская Л. В., Гречина Л. А. Принципы построения оценки временных характеристик в САПР по АСУТП. — Киев: ИК, 1984. — 30 с. — (Препринт / АН УССР, Ин-т кибернетики им. В. М. Глушкова). — 200 экз.
- Тимофеев Б. Б., Козлик Г. А., Кулаков А. Ф., Мартьянова А. И. Алгоритмизация в автоматизированных системах управления. — Киев: Техніка, 1972. — 239 с. — 8600 экз.
- Тимофеев Б. Б., Козлик Г. А., Шуваева В. Д. Автоматизация управления промышленными предприятиями : Обзор. — Киев, 1970. — 61 с. — 1210 экз.
- Тимофеев Б. Б., Кутовой В. Т., Богаенко И. Н. и др. Опыт внедрения АСУТП ускоренного охлаждения полос на стане горячей прокатки: [Доклад] : Междунар. конф. стран-членов СЭВ и СФРЮ по автоматизации произв. процессов и упр. в чер. металлургии, 6-я; ВНР, Будапешт, март 1979. — [М.]: Б. и., 1979. — 8 с. — 350 экз.
- Тимофеев Б. Б., Литвинов В. А. Технология обработки данных в АСУП. — Киев: Техніка, 1978. — 175 с. — 6500 экз.
- Тимофеев Б. Б., Сбитнев А. И. Технология проектирования математического обеспечения АСУ. — Киев: О-во «Знание» УССР, 1983. — 16 с. — (В помощь лектору и специалисту / О-во «Знание» УССР. АСУ, применение средств вычислительной техники). — 270 экз.

## Награды
- орден Ленина;
- орден Октябрьской Революции;
- орден Трудового Красного Знамени;
- орден «Знак Почёта»;
- орден Отечественной войны I степени;
- Государственная премия УССР в области науки и техники (1973) — за работу «Магнитострикционные линии задержки как элементы памяти»;
- Заслуженный деятель науки Украинской ССР (1975);
- Государственная премия СССР (1980) — за разработку новых процессов и машин для производства горячекатаной высококачественной рулонной стали, обеспечивших создание и освоение впервые в мировой практике широкополосного прокатного стана производительностью более 6 млн тонн листового проката в год (НШС «2000») на Новолипецком металлургическом комбинате;
- почетный академик Международной Академии компьютерных наук и систем (1986);
- премия НАН Украины им. В. М. Глушкова (1995)[5] — за разработку теоретических основ и внедрение методов и средств организации информационных процессов в производственных и научно-технических комплексах;
- Государственная премия Украины в области науки и техники (2000).